# Grimaldi de Puget
La branche comtale de Puget (en italien, Poggetto) de la maison des Grimaldi, souveraine à Monaco, est issue du rameau d'Antibes dont la source est Antoine Grimaldi, amiral de la flotte génoise face à la république de Venise en 1353.

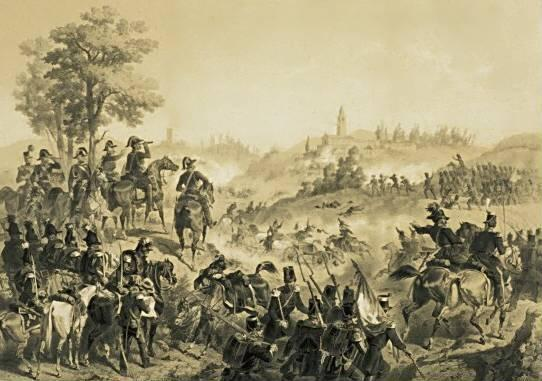
La bataille de Pastrengo.
Gravure de Stanislas Grimaldi de Puget

Au XVIe siècle, elle s'établit en Piémont, à Busca, où elle acquiert de nombreuses terres. Cette branche, fidèle à la maison de Savoie, donnera une longue lignée d'officiers militaires.
Josué Grimaldi sera commandant de la forteresse de Pignerol, considérée comme la porte d'Italie.
En 1704, l'un de ses fils, Nicolas Grimaldi, sera inféodé de Puget-Théniers, dans le comté de Nice.
Philippe Grimaldi de Puget sera gouverneur chargé de l'éducation du prince de Carignan, le futur roi Charles Albert. Son fils Louis participera à la campagne de Russie de 1812, aux côtés de Napoléon.
Les péripéties de la guerre d'indépendance italienne de 1848-1849 conduiront Eustache à l'exil en Belgique. Le talent artistique de Stanislas, neveu d'Eustache, sera reconnu au travers de ses œuvres d'une grande sensibilité couvrant le Risorgimento.
Les Grimaldi de Puget résident aujourd'hui en France et en Belgique.